# Clici
|  | Aquest article tracta sobre Clici, fill d'Alcmeó. Vegeu-ne altres significats a «Clici (desambiguació)». |

Segons la mitologia grega, Clici (en grec antic Κλύτιος) va ser un heroi, fill d'Alcmeó i d'Alfesibea (o Arsínoe, segons altres).
Després de la mort del seu pare emigrà a l'Èlida, perquè no va voler conviure amb els germans de la seva mare que havien mort Alcmeó. Va donar nom a la genos dels Clícides, que es deien descendents seus, una família d'endevins grecs originària d'Olímpia, potser una branca de la família dels Iàmides.